# STP Airways
STP Airways is een luchtvaartmaatschappij uit Sao Tomé en Principe met haar thuisbasis in Sao Tomé.

## Geschiedenis
Op 18 augustus 2008 begon STP Airways met vluchten tussen Lissabon en Sao Tomé met een van het Portugese moederbedrijf EuroAtlantic Airways geleende Boeing 757-200. 
Sinds 24 oktober 2012 gebruikt STP Airways twee Boeing 737-800 van EuroAtlantic Airways voor de route van Sao Tomé naar Lissabon.

## Diensten
STP Airways voerde lijnvluchten uit van en naar:
- Luchthaven São Tomé Internationaal, Sao Tomé, Sao Tomé en Principe (hub)
- Luchthaven Quatro de Fevereiro Luanda, Angola
- Luchthaven Portela, Lissabon, Portugal

## Vloot
De vloot van STP Airways bestaat uit:
- 2 Boeings 737-800 (geleend van EuroAtlantic Airways)

## Zwarte lijst
Sinds 2009 staan alle luchtvaartmaatschappijen uit Sao Tomé en Principe op de zwarte lijst van de Europese Commissie. Vliegtuigen van STP Airways mogen dus vanwege veronderstelde veiligheidsproblemen nergens in de Europese Unie landen. Dit verbod werd in 2011 verlengd.